# 腸切除術
腸切除術（Bowel resection，Enterectomy）とは、小腸または大腸から腸の一部を切除する外科手術のことである。小腸の切除を意味する「小腸切除術」は、大腸の切除を意味する「大腸切除術」と区別される。腸切除術は、消化器癌、腸管壊死、重度の腸炎、憩室疾患、クローン病、子宮内膜症、潰瘍性大腸炎、瘢痕組織による腸閉塞などの治療のために行われる事がある。腸切除術を行うその他の理由としては、外傷や、内視鏡的ポリープ切除術では不十分な場合のポリープ切除が挙げられる。これは、ポリープが癌化するのを防ぐため、または家族性大腸腺腫症、ポイツ・ジェガーズ症候群、その他のポリポーシス症候群のように、ポリープが腸閉塞の原因となっている、またはその恐れがある為である。患者によっては、この手術後に排泄のための代替手段として、回腸切開や結腸切開が必要になる場合がある。腸のどの部分をどれだけ切除するかによって、短腸症候群のような消化器系や代謝系の問題が生じることがある。

## 術式
下記のように切除部位毎に区別される。 
- 十二指腸切除術（Duodenectomy）
- 空腸切除術（Jejunectomy）
- 回腸切除術（Ileectomy）
- 結腸切除術（Colectomy）